# Port Hedland
Port Hedland – miasto w Australii, na północnym wybrzeżu Australii Zachodniej, nad Oceanem Indyjskim. Wraz z satelickim ośrodkiem - położonym ok. 15 km na południe - South Hedland liczy około 13,8 tys. mieszkańców.

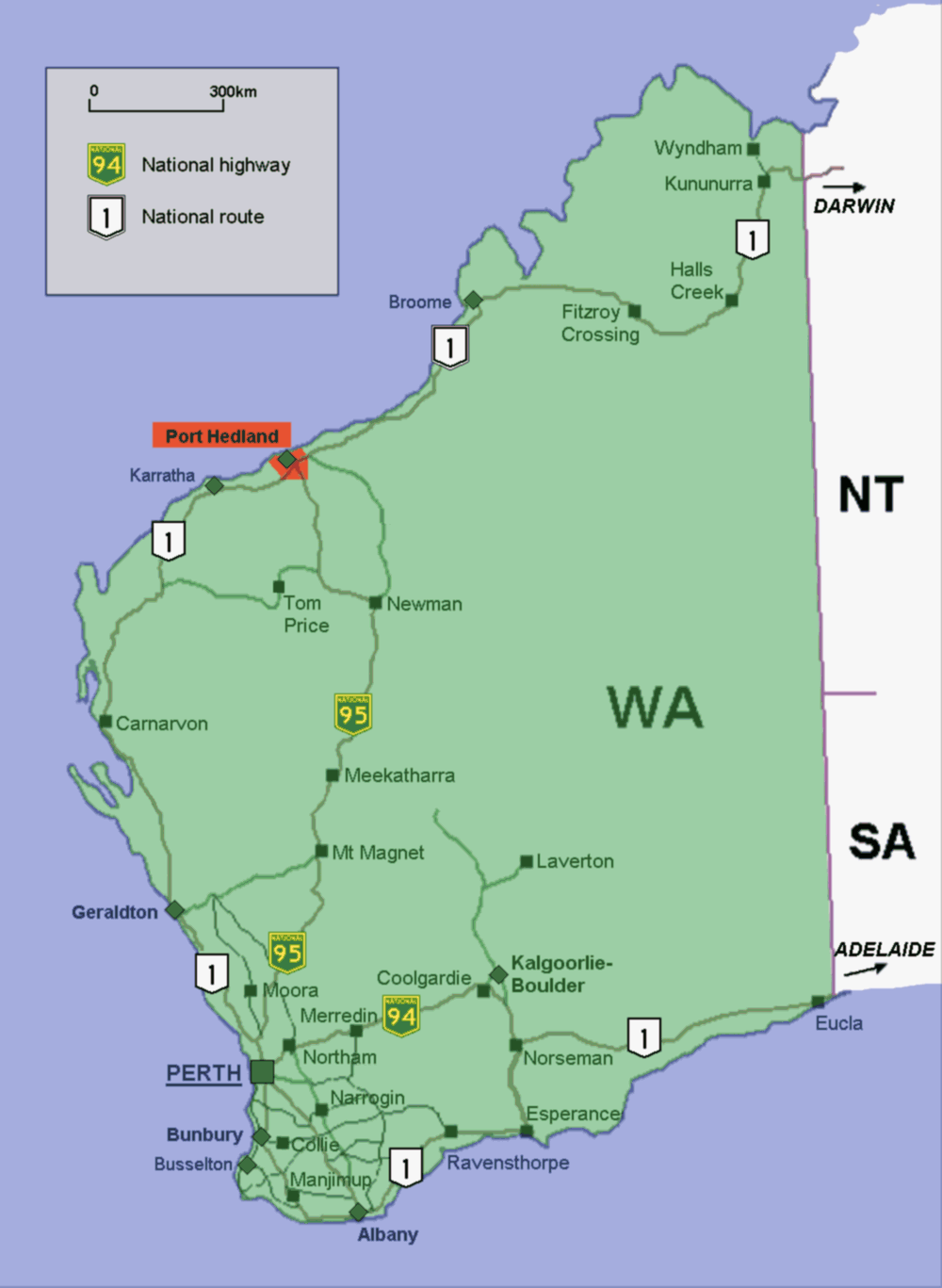
Lokalizacja miasta Port Hedland, Australia Zachodnia

Ważny port morski służący załadunkowi wydobywanej w okolicy rudy żelaza. W pobliżu miasta znajduje się też lotnisko międzynarodowe Port Hedland (IATA: PHE).